# Tabuda montana
Tabuda montana är en tvåvingeart som först beskrevs av Zaitzev 1970.  Tabuda montana ingår i släktet Tabuda och familjen stilettflugor. Inga underarter finns listade i Catalogue of Life.